# اولکشانکا
اولکشانکا (به لهستانی:  Oleksianka) یک روستا در لهستان است که در گمینا لاتوویچ واقع شده‌است.